# 亚伯拉罕我们的父犹太会堂
亚伯拉罕我们的父犹太会堂（希伯來語：‎，Abraham Avinu Synagogue）是由马尔基尔阿什肯纳兹在希伯伦犹太区兴建于1540年。这座圆顶建筑代表希伯伦犹太区的中心，也是犹太人社区的精神中心，卡巴拉研究的一个主要中心。它于1738年修复，1864年扩建。
自1929年希伯伦大屠杀后会堂空置，1948年后会堂被毁。1948年，约旦控制该地区，将犹太区的原址改为批发市场、垃圾场和公共厕所。根据卫斯理学院历史学家Jerold 奥尔巴赫研究，山羊和驴子笔放置在犹太会堂的废墟。相邻的卡巴拉庭院变成屠场。

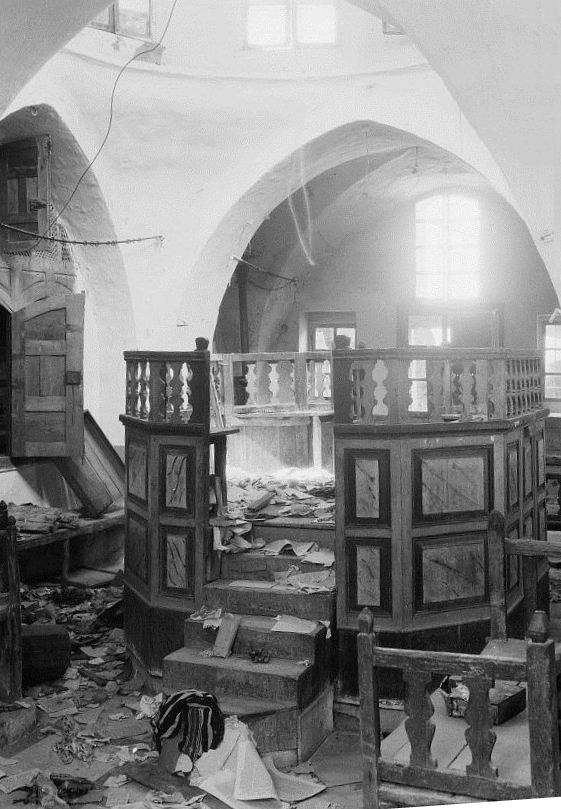
1929年骚乱后的犹太会堂

1967年六日战争后，以色列回到西岸，犹太人逐渐回到希伯伦的犹太区。1971年，以色列政府批准重建犹太会堂、庭院和毗邻的建筑物。修复工程在1976年进行。
今天，每个周五晚上希伯伦的犹太居民在重建的犹太会堂举行祈祷仪式。犹太会堂每周对游客开放一天，使他们能够了解犹太会堂的历史，并举行私人仪式。